# Bahnstrecke Pratau–Torgau
| Übersichtskarte der Strecke | |                                       |                                       |
| Streckennummer (DB): | 6830 |                                       |                                       |
| Kursbuchstrecke (DB): | 218 |                                       |                                       |
| Kursbuchstrecke: | 153h (Pratau – Pretzsch (Elbe)) 153m (Pretzsch (Elbe) – Torgau) jeweils 1934 178a (Pratau – Pretzsch) 178b (Pretzsch – Torgau) jeweils 1946 |                                       |                                       |
| Streckenlänge: | 41,87 km |                                       |                                       |
| Spurweite: | 1435 mm (Normalspur) |                                       |                                       |
| Streckenklasse: | CE |                                       |                                       |
| Maximale Neigung: | 8,9 ‰ |                                       |                                       |
| Minimaler Radius: | 200 m |                                       |                                       |
| | |                                       |                                       |
| \| \| \| von Berlin \| \| \| \| 0,00 \| Pratau \| Pratau \| \| \| \| nach Halle (Saale) \| \| \| \| \| Infrastrukturgrenze DB Netz / DRE \| \| \| \| 2,10 \| Eutzsch \| Eutzsch \| \| \| 6,20 \| Rackith (Elbe) \| Rackith (Elbe) \| \| \| 8,60 \| Rackith Süd (früher Bietegast) \| Rackith Süd (früher Bietegast) \| \| \| 10,50 \| Globig \| Globig \| \| \| 13,90 \| Trebitz (Elbe) \| Trebitz (Elbe) \| \| \| \| Bw Pretzsch \| \| \| \| 18,44 \| Pretzsch \| Pretzsch \| \| \| \| nach Eilenburg \| \| \| \| 22,90 \| Sachau \| Sachau \| \| \| \| Landesgrenze Sachsen-Anhalt / Sachsen \| \| \| \| 25,69 \| Wörblitz \| Wörblitz \| \| \| \| nach Prettin (Strategische Bahn) \| \| \| \| 29,63 \| Dommitzsch \| Dommitzsch \| \| \| 32,18 \| Vogelsang (Kr Torgau) \| Vogelsang (Kr Torgau) \| \| \| 34,63 \| Elsnig (Elbe) \| Elsnig (Elbe) \| \| \| 36,40 \| Neiden \| Neiden \| \| \| 39,10 \| Zinna (früher Welsau) \| Zinna (früher Welsau) \| \| \| \| Infrastrukturgrenze DRE / DB Netz \| \| \| \| \| von Guben \| \| \| \| 41,87 \| Torgau \| Torgau \| \| \| \| nach Halle (Saale) \| \| \| \| \| nach Belgern \| \| | |                                       |                                       |
| Strecke | | von Berlin                            | von Berlin                            |
| Bahnhof | 0,00 | Pratau                                | Pratau                                |
| Abzweig geradeaus und nach rechts | | nach Halle (Saale)                    | nach Halle (Saale)                    |
| Wechsel des Eisenbahninfrastrukturunternehmens | | Infrastrukturgrenze DB Netz / DRE     | Infrastrukturgrenze DB Netz / DRE     |
| Haltepunkt / Haltestelle | 2,10 | Eutzsch                               | Eutzsch                               |
| Haltepunkt / Haltestelle | 6,20 | Rackith (Elbe)                        | Rackith (Elbe)                        |
| ehemaliger Haltepunkt / Haltestelle | 8,60 | Rackith Süd (früher Bietegast)        | Rackith Süd (früher Bietegast)        |
| ehemaliger Haltepunkt / Haltestelle | 10,50 | Globig                                | Globig                                |
| Haltepunkt / Haltestelle | 13,90 | Trebitz (Elbe)                        | Trebitz (Elbe)                        |
| Abzweig geradeaus und ehemals von rechts | | Bw Pretzsch                           | Bw Pretzsch                           |
| Bahnhof | 18,44 | Pretzsch                              | Pretzsch                              |
| Abzweig ehemals geradeaus und nach rechts | | nach Eilenburg                        | nach Eilenburg                        |
| Haltepunkt / Haltestelle (Strecke außer Betrieb) | 22,90 | Sachau                                | Sachau                                |
| Grenze (Strecke außer Betrieb) | | Landesgrenze Sachsen-Anhalt / Sachsen | Landesgrenze Sachsen-Anhalt / Sachsen |
| Haltepunkt / Haltestelle (Strecke außer Betrieb) | 25,69 | Wörblitz                              | Wörblitz                              |
| Abzweig geradeaus, nach links und von links (Strecke außer Betrieb) | | nach Prettin (Strategische Bahn)      | nach Prettin (Strategische Bahn)      |
| Bahnhof (Strecke außer Betrieb) | 29,63 | Dommitzsch                            | Dommitzsch                            |
| Haltepunkt / Haltestelle (Strecke außer Betrieb) | 32,18 | Vogelsang (Kr Torgau)                 | Vogelsang (Kr Torgau)                 |
| Bahnhof (Strecke außer Betrieb) | 34,63 | Elsnig (Elbe)                         | Elsnig (Elbe)                         |
| Haltepunkt / Haltestelle (Strecke außer Betrieb) | 36,40 | Neiden                                | Neiden                                |
| Haltepunkt / Haltestelle (Strecke außer Betrieb) | 39,10 | Zinna (früher Welsau)                 | Zinna (früher Welsau)                 |
| Wechsel des Eisenbahninfrastrukturunternehmens (Strecke außer Betrieb) | | Infrastrukturgrenze DRE / DB Netz     | Infrastrukturgrenze DRE / DB Netz     |
| Abzweig ehemals geradeaus und von links | | von Guben                             | von Guben                             |
| Bahnhof | 41,87 | Torgau                                | Torgau                                |
| Abzweig ehemals geradeaus und nach rechts | | nach Halle (Saale)                    | nach Halle (Saale)                    |
| Strecke (außer Betrieb) | | nach Belgern                          | nach Belgern                          |

Die Bahnstrecke Pratau–Torgau ist eine Nebenbahn in Sachsen-Anhalt und Sachsen. Sie zweigt in Pratau nahe Lutherstadt Wittenberg von der Hauptbahn Berlin–Halle ab und führt über Pretzsch (Elbe) nach Torgau, wobei der Streckenteil Pretzsch–Torgau seit 2000 stillgelegt ist. Dieser ist derzeit von der Elblandbahn UG gepachtet. Regelmäßiger Personenverkehr findet auf der ganzen Strecke nicht mehr statt, eine Wiederaufnahme bis Pretzsch und weiter über die Bahnstrecke Pretzsch–Eilenburg ist jedoch geplant.

## Geschichte

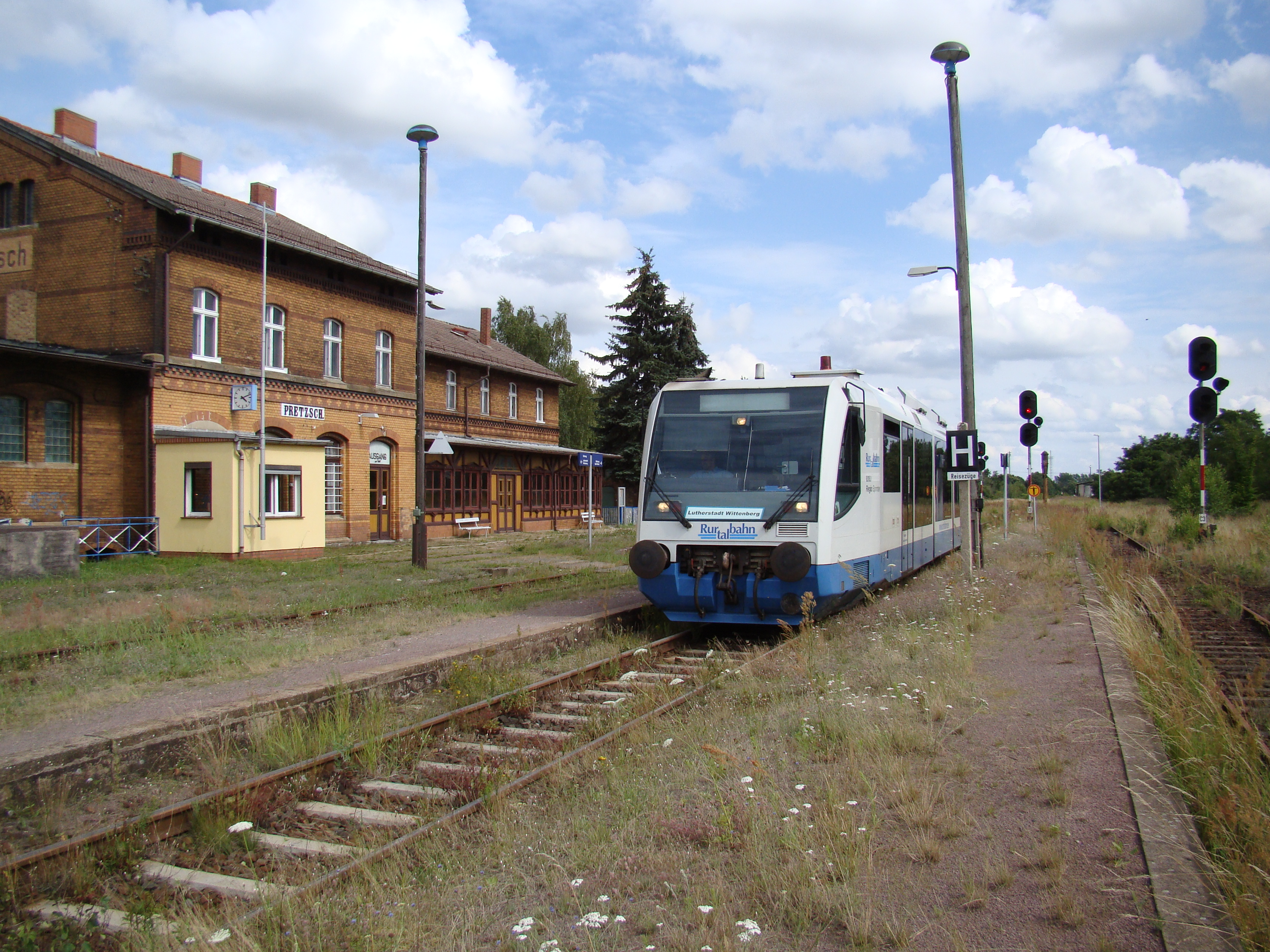
Bahnhof Pretzsch (Elbe) mit Regiosprinter (2009)

Die Strecke Pratau–Pretzsch–Torgau wurde am 13. Juli 1890 durch die Preußische Staatsbahn eröffnet. Am 1. Oktober 1895 ging auch die abzweigende Strecke nach Eilenburg in Betrieb.

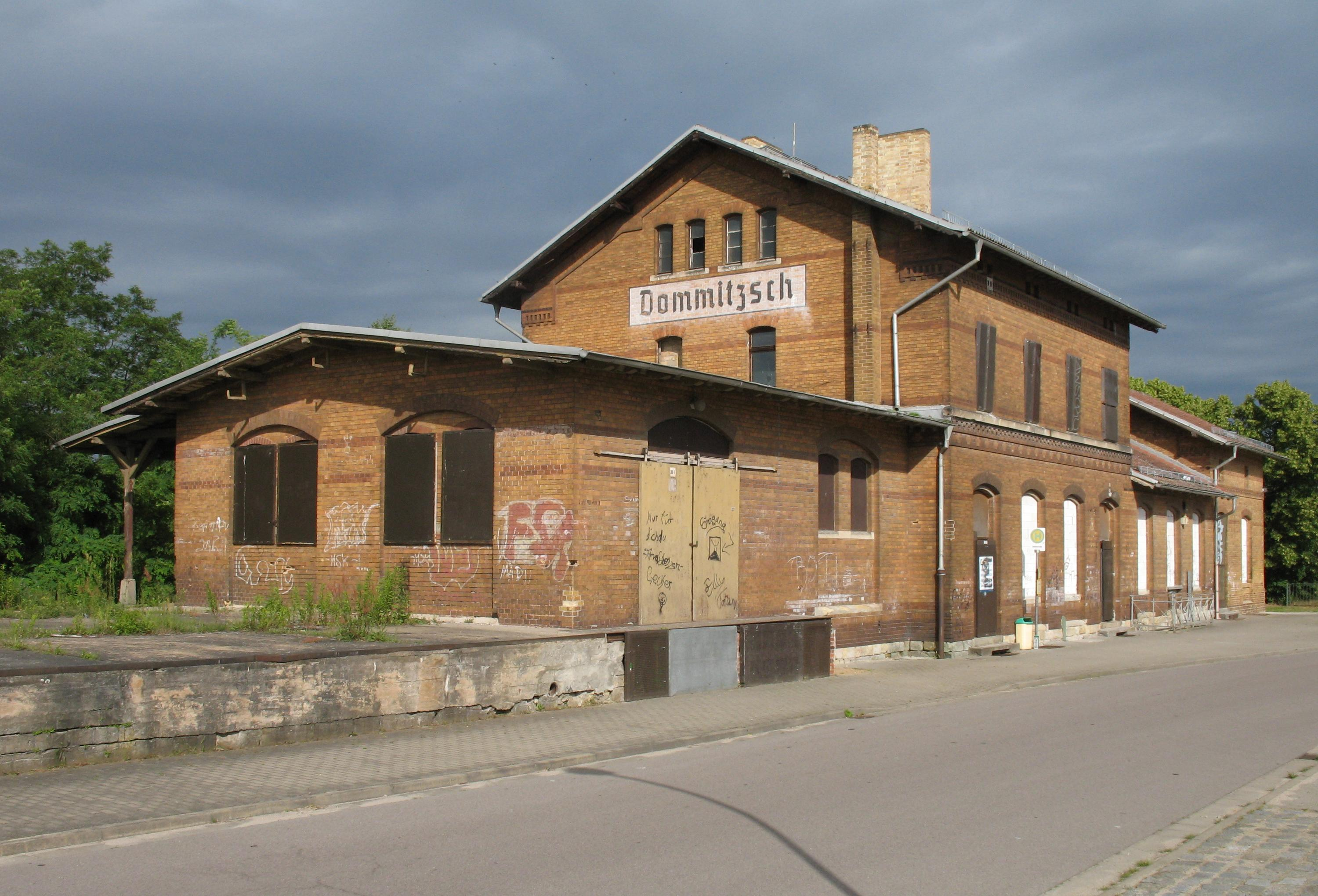
Bahnhof Dommitzsch (2009)

1997 wurde der Personenverkehr zwischen Pretzsch und Torgau abbestellt. Der Güterverkehr endete dort am 30. November 2000. Am 2. Oktober 2000 wurde die Stilllegung des Abschnitts Pretzsch–Torgau durch das Eisenbahn-Bundesamt genehmigt. Juristisch vollzogen wurde sie am 15. Dezember 2000.
Im Jahr 2004 entstand durch das Regionale Entwicklungskonzept Dübener Heide das Projekt Dübener-Heide-Bahn. Das Ziel war die Verwirklichung eines saisonalen, touristischen Eisenbahnverkehrs von Lutherstadt Wittenberg über Eilenburg nach Leipzig.
Im April 2005 pachtete die Deutsche Regionaleisenbahn (DRE) die Strecken Pratau–Torgau und Pretzsch–Eilenburg von der damaligen DB Netz AG (seit 2023 DB InfraGO AG). Der Bahnhof Pretzsch ist seit dem 10. Dezember 2006 Sitz der Zentralen Zugleitstelle und des DRE-Bezirksbetriebes.
Im Mai 2007 gab das Land Sachsen-Anhalt bekannt, dass die verbliebenen Regionalbahnen der DB von Lutherstadt Wittenberg nach Bad Schmiedeberg ab dem Fahrplanwechsel im Dezember 2007 nicht mehr bestellt würden. Geplante Erneuerungsarbeiten mit dem Ziel der Anhebung der Streckengeschwindigkeit auf 80 km/h waren damit vorerst obsolet.
Ab dem 10. Dezember 2007 wurde der Reiseverkehr schließlich vom DBV-Förderverein Niederlausitzer Eisenbahn e. V. weiterbetrieben. Werktäglich verkehrten fünf Zugpaare zwischen Lutherstadt Wittenberg und Bad Schmiedeberg. Dieser Verkehr war zunächst bis zum 22. August 2008 befristet. Die Züge wurden nach Abstimmung mit dem Land und dem Landkreis Wittenberg in Verbindung mit der Busverkehrsgesellschaft Vetter eingesetzt. Nachdem der Probebetrieb zu steigenden Fahrgastzahlen führte, hatte das Land Sachsen-Anhalt die Zusage gemacht, den bedarfsorientierten Verkehr mindestens bis Ende 2010 weiter zu finanzieren. Damit war die Bedingung verbunden, das Angebot zu verbessern. Dieser bisher einmalige bedarfsorientierte Ersatzverkehr für Busleistungen auf der Schiene wird als Schmiedeberger Modell bezeichnet.
Ab 7. Januar 2009 wurde zusätzlich ein Wochenendverkehr eingerichtet. Dadurch wurde ein Anstieg der Fahrgastzahl von 150 auf 250 sowie eine Verlängerung der Bestellung durch das Land erhofft. Nach einem Unfall an einem unbeschrankten Bahnübergang am 18. Februar 2009 musste für einige Wochen Schienenersatzverkehr eingerichtet werden.
Zum Beginn des Fahrplans 2009/10 wurde die schon länger geplante Streckenertüchtigung von der DRE durchgeführt, die eine Reduzierung der Fahrzeit um 15 Minuten erlaubte. Mit Hilfe des Landkreises Wittenberg konnte der Schülerverkehr in die Richtungen Lutherstadt Wittenberg und Bad Schmiedeberg mehrheitlich auf die Schiene verlagert werden, um die Fahrgastzahlen zu erhöhen und damit den Schienenpersonennahverkehr (SPNV) auf der Strecke mittelfristig zu sichern.
Im Frühjahr 2014 schrieb die DRE den Abschnitt Elsnig–Torgau zur Übernahme aus und kündigte für den Fall, dass es nicht zu einer Übernahme kommt, einen Stilllegungsantrag an. Daraufhin hat der seit 2015 existierende Verein Elblandbahn e. V. den Streckenabschnitt Pretzsch–Torgau mit Wirkung zum Oktober 2016 gepachtet sowie im Juli 2020 die Elblandbahn UG als eigenes Eisenbahninfrastrukturunternehmen gegründet.
Der SPNV zwischen Lutherstadt Wittenberg und Bad Schmiedeberg Kurzentrum wurde von der NASA zum Jahresende 2014 trotz 5000 Protestunterschriften wegen knapper Regionalisierungsmittel und zu geringer Nachfrage abbestellt. Allerdings wurde der Verkehr bereits am 19. Dezember 2014 vom Betreiber Vetter GmbH eingestellt und durch Busse ersetzt.
In Kooperation von DB Regio, dem Nahverkehrsservice Sachsen-Anhalt und dem Förderverein Berlin-Anhaltische-Eisenbahn in Wittenberg fuhren an den Wochenenden von Ende April bis Ende Oktober 2016 wieder Reisezüge zwischen Lutherstadt Wittenberg und Bad Schmiedeberg Kurzentrum. Da die drei Zugpaare von den Reisenden gut angenommen wurden, sind die Fahrten im Sommer 2017 als Heidebahn (Regionalbahnlinie RB 55) fortgeführt und über Bad Schmiedeberg hinaus bis nach Eilenburg ausgedehnt worden. In den Jahren 2018 und 2019 konnten die Sonderfahrten sogar bis Leipzig verlängert werden. Allerdings müssen seit 2020 Sonderfahrten wegen Infrastrukturmängeln ausfallen.

## Streckenbeschreibung
Die Strecke beginnt in Pratau, einem Ortsteil von Lutherstadt Wittenberg und führt parallel zur Elbe über Pretzsch und Dommitzsch nach Torgau. In Pretzsch zweigt die Bahnstrecke Pretzsch–Eilenburg ab.
Bei Dommitzsch zweigte eine strategische Bahn ab. Dort übte bis 1989 die NVA den pioniermäßigen Eisenbahnbrückenbau über den Fluss – es wurde die Herstellung der Verbindung zur Prettin-Annaburger Kleinbahn geübt.

## Fahrzeugeinsatz

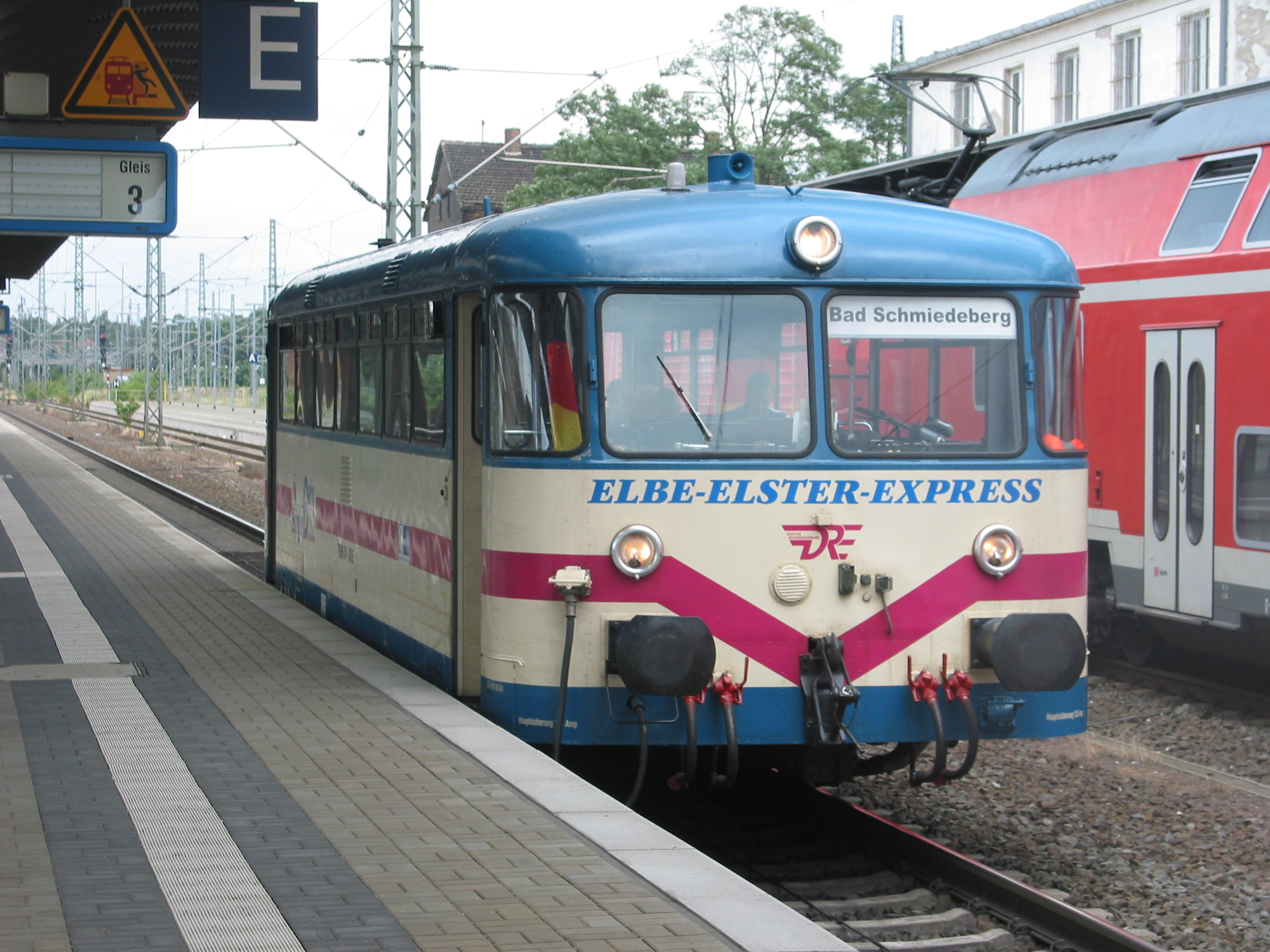
DRE-Schienenbus im Hauptbahnhof Lutherstadt Wittenberg

Der DBV setzte ab 2007 einen Schienenbus der DB-Baureihe VT 98 ein. Ab dem 22. Dezember 2008 wurde er durch einen klimatisierten Regio-Shuttle ersetzt, den die Firma Vetter von Veolia Verkehr Regio Ost anmietete und mit der Aufschrift „Elbe-Heidebahn“ versah. Nach dem Unfall im Jahr 2009 kam ein angemieteter RegioSprinter der Rurtalbahn zum Einsatz. Das Fahrzeug wurde Ende Juni 2011 an den Eigentümer zurückgegeben und durch insgesamt drei DWA LVT/S ersetzt. Davon wurden zwei im Schülerverkehr in Doppeltraktion eingesetzt. Ein Fahrzeug wurde als Reservefahrzeug vorgehalten, um bei einem Fahrzeugausfall nicht wie früher Schienenersatzverkehr einrichten zu müssen.
Der Ausflugsverkehr in den Jahren 2016 und 2017 wurde mit Triebwagen der DB-Baureihe 642 der Elbe-Saale-Bahn durchgeführt.